# Buscando mi ritmo
Buscando mi ritmo fue un talent show estadounidense que fue emitido por la cadena de televisión Telemundo a partir del 19 de julio de 2014. Es una competencia de talento en busca de ese sonido único que transforma al artista en cantante y al cantante en estrella, cada semana un mentor designará una canción al cantante famoso y su banda para que estos últimos sean evaluados por el jurado. Es conducido por Gaby Espino.

## Temporadas
| Temporada | Temporada | Galas | Estreno             | Final                |                                   |
| Temporada | Temporada | Galas | Estreno             | Final                | Ganador                           |
| --------- | --------- | ----- | ------------------- | -------------------- | --------------------------------- |
|           | 1         | 5     | 19 de julio de 2014 | 16 de agosto de 2014 | José Guillermo Cortines & Bachaco |

### Presentadora
| Presentador | Edad    | Profesión                                   | Temp. |
| ----------- | ------- | ------------------------------------------- | ----- |
| Gaby Espino | 36 años | Presentadora de televisión, actriz y modelo | 1     |

### Jurado
| Jurado             | Edad    | Profesión                 | Temp. |
| ------------------ | ------- | ------------------------- | ----- |
| Humberto Rodríguez | 46 años | Presentador de televisión | 1     |
| Erika Ender        | 39 años | Cantante                  | 1     |

### Mentores
| Mentor       | Edad    | Capítulo |
| ------------ | ------- | -------- |
| Kany García  | 31 años | 1        |
| Diana Reyes  | 34 años | 2        |
| La Ley       | —       | 3        |
| Elvis Crespo | 43 años | 4        |

## Participantes

### Cantantes
| Cantante                | Ocupación                                    | Nacionalidad                       | Fundación                    | Galas ganador/a     | Galas perdedor/a | Estado                 |
| ----------------------- | -------------------------------------------- | ---------------------------------- | ---------------------------- | ------------------- | ---------------- | ---------------------- |
| José Guillermo Cortines | Actor / Cantante / Presentador de televisión | Bandera de la República Dominicana | Kake 4 Kids                  | 1.ª, 2.ª, 3.ª y 4.ª | Nunca            | Ganador (309 puntos)   |
| Eli Jas                 | Cantante                                     | Bandera de Estados Unidos          | Greater Miami Youth Symphony | Nunca               | 1.ª              | 2.º Lugar (172 puntos) |
| Lino Martone            | Actor                                        | Bandera de Venezuela               | Hospital St. Jude            | Nunca               | Nunca            | 3° Lugar (167 puntos)  |
| Tali Duclaud            | Modelo / Actriz                              | Bandera de México                  | Make a Wish Foundation       | Nunca               | 2.ª, 3.ª y 4.ª   | 4.º Lugar (134 puntos) |

### Bandas
| Banda         | Nacionalidad              | Galas ganadores     | Galas perdedores    | Estado                 |
| ------------- | ------------------------- | ------------------- | ------------------- | ---------------------- |
| Bachaco       | Bandera de Cuba           | 1.ª, 2.ª, 3.ª y 4.ª | Nunca               | Ganadores (309 puntos) |
| Los Hollywood | Bandera de Estados Unidos | Nunca               | Nunca               | 2.º Lugar (181 puntos) |
| Odas          | Bandera de Bolivia        | Nunca               | Nunca               | 3° Lugar (165 puntos)  |
| Avenida Zero  | Bandera de Estados Unidos | Nunca               | 1.ª, 2.ª, 3.ª y 4.ª | 4.º Lugar (127 puntos) |

## Seguimiento

### Equipos semanales
|          | Gala 1                          | Gala 2                          | Gala 3                          | Gala 4                          | Final                           |
| -------- | ------------------------------- | ------------------------------- | ------------------------------- | ------------------------------- | ------------------------------- |
| Equipo A | Tali Duclaud Odas               | Tali Duclaud Avenida Zero       | Tali Duclaud Avenida Zero       | Tali Duclaud Avenida Zero       | Tali Duclaud Avenida Zero       |
| Equipo B | Lino Martone Los Hollywood      | Lino Martone Odas               | Lino Martone Odas               | Lino Martone Odas               | Lino Martone Odas               |
| Equipo C | Eli Jas Avenida Zero            | Eli Jas Los Hollywood           | Eli Jas Los Hollywood           | Eli Jas Los Hollywood           | Eli Jas Los Hollywood           |
| Equipo D | José Guillermo Cortines Bachaco | José Guillermo Cortines Bachaco | José Guillermo Cortines Bachaco | José Guillermo Cortines Bachaco | José Guillermo Cortines Bachaco |

### Puntuaciones semanales

#### Cantantes
|                         | Gala 1    | Gala 2    | Gala 3    | Gala 4    | Final      |
| ----------------------- | --------- | --------- | --------- | --------- | ---------- |
| José Guillermo Cortines | 80 puntos | 80 puntos | 68 puntos | 81 puntos | 309 puntos |
| Eli Jas                 | 31 puntos | 49 puntos | 43 puntos | 49 puntos | 172 puntos |
| Lino Martone            | 40 puntos | 40 puntos | 50 puntos | 37 puntos | 167 puntos |
| Tali Duclaud            | 38 puntos | 36 puntos | 31 puntos | 29 puntos | 134 puntos |

#### Bandas
|               | Gala 1    | Gala 2    | Gala 3    | Gala 4    | Final      |
| ------------- | --------- | --------- | --------- | --------- | ---------- |
| Bachaco       | 80 puntos | 80 puntos | 68 puntos | 81 puntos | 309 puntos |
| Los Hollywood | 40 puntos | 49 puntos | 43 puntos | 49 puntos | 181 puntos |
| Odas          | 38 puntos | 40 puntos | 50 puntos | 37 puntos | 165 puntos |
| Avenida Zero  | 31 puntos | 36 puntos | 31 puntos | 29 puntos | 127 puntos |

     Ganador
     2.º Lugar
     3.º Lugar
     4.º Lugar
     Perdedor de la noche
     Ganador de la noche
     Posiciones intermedias